# Іриней (Братанович)
Єпископ Іриней (в миру Йоан Братанович ; *1725 Баришівка— †23 квітня 1796, Вологда)  — український релігійний діяч доби Гетьманщини. Відомий православний проповідник. Вихованець Києво-Могилянської академії
Єпископ Російської православної церкви (безпатріаршої), єпископ Вологодський та Великоустюжський РПЦ. 

## Життєпис
Народився у містечку Баришівка Київського полку Гетьманщини. 
Вищу освіту здобув у Києво-Могилянській академії. Ще під час навчання прийняв чернечий постриг. 
По закінченні науки отримав сан ієродиякона, з 1754 р. — ієромонаха. 
Протягом 1752—1755 рр. був викладачем класів аналогії, інфими й синтаксими Києво-Могилянської академії. 
1755 р. разом з В. Каліграфом як здібного викладача забрано до Москви і призначено професором філософії та проповідником. 
З 1758 р. — префект Московської слов’яно-греко-латинської академії. Уславився проповідницькою і пасторською діяльністю. 
1759 р. звільнений від академічної роботи «за слабостию здоровья» і призначений ігуменом Миколаївського Угреського монастиря Московської єпархії.
Із 1762 р. Братановський — архімандрит Брянського Петропавлівського монастиря. 
1775 р. хіротонізований на єпископа Вологодського і Великопермського. Коли 1788 р. було розформовано Великоустюзьку єпархію й семінарію переведено звідти до Вологди, він узяв на себе турботи щодо її влаштування. Започаткував у семінарії викладання географії, історії, богослов’я та вивчення мов. Завершив будівництво Воскресенського собору.
Помер 23 квітня 1796 року. Похований у Вологодському Софійському соборі. 
Залишилося зібрання його проповідей (бл. 60). На могилі зроблено напис: «...Слова его божественны гремели». 
Із його проповідей деякі надруковані у Ярославлі, більша частина (до 60) залишилася в рукописах, зберігається у бібліотеці Московської академії.